# Tegra (geslacht)
Tegra is een geslacht van rechtvleugeligen uit de familie sabelsprinkhanen (Tettigoniidae). De wetenschappelijke naam van dit geslacht is voor het eerst geldig gepubliceerd in 1870 door Walker.

## Soorten
Het geslacht Tegra omvat de volgende soorten:
- Tegra novaehollandiae Haan, 1842
- Tegra viridivitta Walker, 1870